# Liste von Buchwissenschaftlern und Buchhistorikern
Dies ist eine Liste von Buchwissenschaftlern und Buchhistorikern. Diese Personen befassen sich mit Buchwissenschaft und erforschen das Buch in seiner Geschichtlichkeit.

## Personen
- Philip Ajouri, Deutschland (* 1974)
- Peter Amelung, Deutschland (1934–2020)
- Hans Altenhein, Deutschland (* 1927)
- Marius Audin, Frankreich (1872–1951)
- Giles Barber, Großbritannien, Frankreich (1930–2012)[1]
- Francesco Barberi, Italien (1905–1988)
- Jan-Pieter Barbian, Deutschland (* 1958)
- Frédéric Barbier, Frankreich (1952–2023)[2]
- Hermann Barge, Deutschland (1870–1941)
- Maureen Bell, Großbritannien
- Josef Benzing. Deutschland (1904–1981)
- Sidney E. Berger, USA (* 1940)[3]
- Martin Bircher, Schweiz (1938–2006)
- Christoph Bläsi, Deutschland (* 1960)
- André Blum, Frankreich (1881–1963)[4]
- Hans H. Bockwitz, Deutschland (1884–1954)
- Gustav Adolf Erich Bogeng, Deutschland (1881–1960)
- Martin Boghardt, Deutschland (1936–1998)[5]
- Fredson Bowers, USA (1905–1991)
- Gerd Brinkhus, Deutschland (* 1943)[6]
- Curt F. Bühler, USA (1905–1985)[7]
- Thomas Bürger, Deutschland (* 1953)
- Konrad Burger, Deutschland (1856–1912)[8]
- Roderick Cave, Großbritannien[9]
- Elly Cockx-Indestege, Belgien (* 1933)[10]
- Henry Cohen, Frankreich (1806–1880)
- Isak Collijn, Schweden (1875–1949)
- Severin Corsten, Deutschland (1920–2008)
- Robert Darnton, USA (* 1939)
- Martin Davies, Großbritannien (* 1951)[11]
- Dietmar Debes, Deutschland (1925–1999)[12]
- Thomas Frognall Dibdin, Großbritannien (1776–1844)
- Detlef Döring, Deutschland (1952–2015)
- Thomas Thibault Döring, Deutschland (* 1960)[13]
- Lamberto Donati, Italien (1890–1982)
- Gerhard Dünnhaupt, Deutschland, USA (* 1927)
- Oliver Duntze, Deutschland (* 1970)[14]
- Elizabeth Eisenstein, USA (* 1923)[15]
- Falk Eisermann, Deutschland (* 1962)[16]
- Alfred Estermann, Deutschland (1938–2008)
- Monika Estermann, Deutschland (* 1942)[17]
- Bernhard Fabian, Deutschland (* 1930)
- Claudia Fabian, Deutschland (* 1958)
- Ernst Fischer, Österreich, Deutschland (* 1951)
- Doris Fouquet-Plümacher, Deutschland (* 1940)[18]
- Stephan Füssel, Deutschland (* 1952)
- Fritz Funke, Deutschland (1920–2018)[19]
- Elisabeth Geck, Deutschland (* 1922)[20]
- Ferdinand Geldner, Deutschland (1902–1989)
- Michael Giesecke, Deutschland (* 1949)
- Herbert G. Göpfert, Deutschland (1907–2007)[21]
- Johann Goldfriedrich, Deutschland (1870–1945)
- Konrad Haebler, Deutschland (1857–1946)
- Esko Häkli, Finnland (* 1936)[22]
- Svenja Hagenhoff, Deutschland (* 1971)
- Christopher de Hamel, Großbritannien (* 1950)
- Eva-Maria Hanebutt-Benz, Deutschland (* 1947)
- Martin von Hase, Deutschland (1901–1971)
- Christine Haug, Deutschland (* 1962)
- Lotte Hellinga, Niederlande (* 1932)[23]
- Jos Hermans, Niederlande (1949–2007)[24]
- Stephanie Jacobs, Deutschland (* 1963)
- Georg Jäger, Deutschland (* 1940)
- Marion Janzin, Deutschland[25]
- Albert Kapr, Deutschland (1918–1995)
- Vincent Kaufmann, Schweiz (* 1955)
- Rudolf Kautzsch, Deutschland (1868–1945)
- Thomas Keiderling, Deutschland (* 1967)
- Dietrich Kerlen, Deutschland (1943–2004)
- Albrecht Kirchhoff, Deutschland (1827–1902)
- Hans Joachim Koppitz, Deutschland (1924–2015)
- Friedhilde Krause, Deutschland (1928–2014)
- Hans-Jörg Künast, Deutschland (* 1959)[26]
- Horst Kunze, Deutschland (1909–2000)
- Lothar Lang, Deutschland (1928–2013)
- Gerhard Lauer, Deutschland, (* 1962)
- Hellmut Lehmann-Haupt, Deutschland, USA (1903–1992)
- Mark Lehmstedt, Deutschland (* 1961)[27]
- Siegfried Lokatis, Deutschland (* 1956)
- Carl Berendt Lorck, Deutschland (1814–1905)
- Henri-Jean Martin, Frankreich (1924–2007)[28]
- Konrad Marwinski, Deutschland (1934–2019)
- Otto Mazal, Österreich (1932–2008)
- Ronald Brunlees McKerrow, England (1872–1940)
- Annemarie Meiner, Deutschland (1895–1985)[29]
- Horst Meyer, Deutschland (1940–2018)[30]
- Gerard Meerman, Niederlande (1722–1771)
- Jurij Meschenko, Sowjetunion (1892–1969)[31]
- Voldemar Miller, Estland (1911–2006)
- Paul Needham, USA (* 1943)[32]
- Holger Nickel, Deutschland (* 1941)[33]
- Claus Nissen, Deutschland (1901–1975)
- Corinna Norrick-Rühl, Deutschland (* 1985)
- Wilhelm Olbrich, Deutschland (1932–2008)[34]
- Annelen Ottermann, Deutschland (* 1954)[35]
- David L. Paisey, England (* 1933)[36]
- Kazimierz Piekarski, Polen (1893–1944)[37]
- Michael Pollak, USA (1918–2008)[38]
- Robert Proctor, Großbritannien (1868–1903)[39]
- Paul Raabe, Deutschland (1927–2013)
- Konrad von Rabenau, Deutschland (1924–2016)
- Erich von Rath, Deutschland (1881–1948)
- Ursula Rautenberg, Deutschland (* 1953)
- Christoph Reske, Deutschland[40]
- Julius Rodenberg, Deutschland (1884–1970)[41]
- Hazel Rosenstrauch, Großbritannien, Österreich (* 1945)
- Heinz Sarkowski, Deutschland (1925–2006)
- Georg Kurt Schauer, Deutschland (1899–1984)
- Armin Schlechter, Deutschland (* 1960)
- Rudolf Schmidt, Deutschland (1875–1943)
- Wolfgang Schmitz, Deutschland (* 1949)
- Ulrich Johannes Schneider, Deutschland (* 1956)
- Ute Schneider, Deutschland (* 1960)
- Karl Schottenloher, Deutschland (1878–1954)
- Albert Schramm, Deutschland (1880–1937)
- Paul Schwenke, Deutschland (1853–1921)
- Margaret M. Smith, Großbritannien (* 1944)[42]
- Samuel Leigh Sotheby, England (1805–1861)[43]
- Hermann Staub, Deutschland (* 1952)[44]
- Sigfrid Henry Steinberg, Deutschland, Großbritannien (1899–1969)
- Alfred G. Świerk, Polen, Deutschland (1931–2022)
- Peter Vodosek, Österreich, Deutschland (* 1939)
- Josef Volf, Tschechoslowakei (1878–1937)[45]
- Carl Wehmer, Deutschland (1903–1978)
- Erdmann Weyrauch, Deutschland[46]
- Hans Widmann, Deutschland (1908–1975)
- Reinhard Wittmann, Deutschland (* 1945)
- Reinhard Würffel, Deutschland (* 1982)[47]
- Carsten Wurm, Deutschland (* 1960)
- Edda Ziegler, Deutschland[48]